# Diócesis de Saginaw
La diócesis de Saginaw (en latín: Dioecesis Saginavensis y en inglés: Roman Catholic Diocese of Saginaw) es una circunscripción eclesiástica de la Iglesia católica en Estados Unidos. Se trata de una diócesis latina, sufragánea de la arquidiócesis de Detroit. Desde el 24 de mayo de 2019 su obispo es Robert Dwayne Gruss.

## Territorio y organización
La diócesis tiene 18 006 km² y extiende su jurisdicción sobre los fieles católicos de rito latino residentes en 11 condados del estado de Míchigan: Arenac, Bay, Clare, Gladwin, Gratiot, Huron, Isabella, Midland, Saginaw, Sanilac y Tuscola.
La sede de la diócesis se encuentra en la ciudad de Saginaw, en donde se halla la Catedral de Santa María de la Asunción.
En 2020 en la diócesis existían 56 parroquias.

## Historia
La diócesis fue erigida el 26 de febrero de 1938 con la bula Ad animarum bonum del papa Pío XI, obteniendo el territorio de la arquidiócesis de Detroit y de la diócesis de Grand Rapids.
El 19 de diciembre de 1970 cedió una parte de su territorio para la erección de la diócesis de Gaylord mediante la bula Qui universae del papa Pablo VI; al mismo tiempo su territorio se integró con los condados de Clare e Isabella, anteriormente pertenecientes a la diócesis de Grand Rapids.

## Estadísticas
Según el Anuario Pontificio 2021 la diócesis tenía a fines de 2020 un total de 156 500 fieles bautizados.
| Año                                                                             | Población            | Población | Población      | Sacerdotes | Sacerdotes    | Sacerdotes    | Bautizados por sacerdote | Diáconos permanentes | Religiosos | Religiosos | Parroquias |
| Año                                                                             | Bautizados católicos | Total     | % de católicos | Total      | Clero secular | Clero regular | Bautizados por sacerdote | Diáconos permanentes | Varones    | Mujeres    | Parroquias |
| ------------------------------------------------------------------------------- | -------------------- | --------- | -------------- | ---------- | ------------- | ------------- | ------------------------ | -------------------- | ---------- | ---------- | ---------- |
| 1950                                                                            | 112 867              | 443 900   | 25.4           | 146        | 130           | 16            | 773                      |                      | 16         | 395        | 90         |
| 1966                                                                            | 163 200              | 602 113   | 27.1           | 190        | 165           | 25            | 858                      |                      | 29         | 506        | 136        |
| 1968                                                                            | 177 774              | 598 691   | 29.7           | 190        | 160           | 30            | 935                      |                      | 33         | 475        | 116        |
| 1976                                                                            | 176 746              | 706 871   | 25.0           | 168        | 140           | 28            | 1052                     | 8                    | 32         | 303        | 118        |
| 1980                                                                            | 170 232              | 679 000   | 25.1           | 136        | 108           | 28            | 1251                     | 18                   | 32         | 278        | 115        |
| 1990                                                                            | 157 770              | 754 050   | 20.9           | 130        | 124           | 6             | 1213                     | 19                   | 7          | 167        | 114        |
| 1999                                                                            | 139 876              | 685 532   | 20.4           | 128        | 114           | 14            | 1092                     | 16                   |            | 139        | 110        |
| 2000                                                                            | 142 505              | 684 532   | 20.8           | 119        | 105           | 14            | 1197                     | 15                   | 14         | 137        | 111        |
| 2001                                                                            | 142 505              | 685 532   | 20.8           | 117        | 102           | 15            | 1217                     | 15                   | 15         | 126        | 108        |
| 2002                                                                            | 139 664              | 724 142   | 19.3           | 113        | 101           | 12            | 1235                     | 14                   | 12         | 124        | 108        |
| 2003                                                                            | 139 824              | 724 142   | 19.3           | 114        | 101           | 13            | 1226                     | 14                   | 14         | 124        | 108        |
| 2004                                                                            | 139 937              | 724 142   | 19.3           | 113        | 101           | 12            | 1238                     | 14                   | 12         | 124        | 102        |
| 2010                                                                            | 146 200              | 764 000   | 19.1           | 99         | 92            | 7             | 1476                     | 14                   | 7          | 94         | 106        |
| 2014                                                                            | 150 100              | 788 000   | 19.0           | 100        | 95            | 5             | 1501                     | 14                   | 5          | 84         | 82         |
| 2017                                                                            | 153 260              | 804 885   | 19.0           | 92         | 87            | 5             | 1665                     | 12                   | 5          | 64         | 56         |
| 2020                                                                            | 156 500              | 821 830   | 19.0           | 76         | 71            | 5             | 2059                     | 19                   | 5          | 56         | 56         |
| Fuente: Catholic-Hierarchy, que a su vez toma los datos del Anuario Pontificio. |                      |           |                |            |               |               |                          |                      |            |            |            |

## Episcopologio
- William Francis Murphy † (17 de marzo de 1938-7 de febrero de 1950 falleció)
- Stephen Stanislaus Woznicki † (28 de marzo de 1950-28 de octubre de 1968 renunció[nota 1])
- Francis Frederick Reh † (11 de diciembre de 1968-29 de abril de 1980 renunció)
- Kenneth Edward Untener † (4 de octubre de 1980-27 de marzo de 2004 falleció)
- Robert James Carlson (29 de diciembre de 2004-21 de abril de 2009 nombrado arzobispo de San Luis)
- Joseph Robert Cistone † (20 de mayo de 2009-16 de octubre de 2018 falleció)[nota 2]
- Robert Dwayne Gruss, desde el 24 de mayo de 2019